# پینگشیانگ
پینگشیانگ (به لاتین: Pingxiang) یک شهر مرکزی در جمهوری خلق چین است که در جیانگشی واقع شده است.

## خصوصیات
پینگشیانگ ۳٬۸۲۴ کیلومترمربع مساحت و ۱٬۸۵۴٬۵۱۵ نفر جمعیت دارد.

## خواهرخوانده
شهرهای نایروبی و کوپیاپو خواهرخوانده‌های پینگشیانگ هستند.